# Alcátoo
Alcátoo (en griego antiguo: Ἀλκάθοος) es el nombre de varios personajes de la mitología griega:
- Alcátoo, hijo de Pélope.[1]
- Alcátoo, hijo de Esietes, marido de Hipodamía, la hija de Anquises y hermana de Eneas,[2] quien fue educado en la casa de Alcátoo.[3] En la Guerra de Troya fue uno de los líderes troyanos, y era uno de los más valientes de ellos.[4] Fue asesinado por el rey cretense Idomeneo con la ayuda de Poseidón, quien produjo a Alcátoo ceguera y parálisis de sus miembros para que no pudiera huir.[5]
- Alcátoo, hijo de Portaón y de Éurite, hija de Hipodamante.[6] Tideo mató a Alcátoo, hermano de Eneo y fue desterrado.[7] En otra versión, fue Enómao el que lo mató, y fue uno de los pretendientes de Hipodamía.[8]
- Alcátoo, uno de los guardianes de Tebas. Anfiarao lo mató.[9]
- Alcátoo, un guerrero troyano, muerto por Aquiles en la Guerra de Troya.[10]
- Alcátoo, otro personaje desconocido mencionado por Virgilio.[11]